# روزماري صايغ
روزماري صايغ (ولدت عام 1935 في برمينغهام، بريطانيا)، هي أنثروبولوجيّة وكاتبة صحفية، وباحثة في تاريخ الشرق الأوسط وناشطة سياسية، لها أعمال بحثية مهمة عن اللاجئين الفلسطينيين في لبنان. تعتبر من أهم مؤرّخي التاريخ الشفوي لفلسطينيي لبنان، وهي من رواد استخدام منهجية التأريخ الشفوي

## حياتها
ولدت في برمينغهام عام 1931 وانتقلت إلى بيروت عام 1953، حيث تزوجت من الاقتصادي الفلسطيني يوسف صايغ، وهي والدة يزيد صايغ الباحث في مركز مالكوم كير– كارنيغي للشرق الأوسط.
نالت عام 1970 شهادة الماجستير من الجامعة الأمريكية في بيروت، وعام 1994 الدكتوراه من جامعة هل في بريطانيا. تخصصت في البحث والكتابة عن أوضاع اللاجئين الفلسطينيين، في لبنان خاصّة، ولها عدة مؤلفات تعد مرجعية في هذا المجال، هي باحثة في الانتروبولوجيا الاجتماعية حول اثر النزاع الفلسطيني الإسرائيلي على اللاجئين الفلسطينيين، وتعتبر من أهم مؤرّخي التاريخ الشفوي لفلسطينيي لبنان، وهي من رواد استخدام منهجية التأريخ الشفوي، وكتبت كذلك في مجال الجندرة ودور ومكانة المرأة، والمرأة اللاجئة.
عملت صحفية لمجلة ذي إيكونوميست البريطانية حتى العام 1970، حين تركت العمل احتجاجا على سياسة المجلة المحابية للموقف الأمريكي الرسمي من حرب ڤيتنام.
عملت أستاذة زائرة في كل من معهد دراسات المرأة، جامعة بيرزيت (2006)، ومركز الدراسات العربية والشرق اوسطية الجامعة الاميركية في بيروت (2007 – 2008).

## كتابات

### بالعربية
- الفلاحون الفلسطينيون، من الاقتلاع إلى الثورة: 1979
- الكثير من الاعداء، التجربة الفلسطينية في لبنان، 1993[6]
- تجسيدات الهوية لدى مخيمات اللاجئين الفلسطينيين: 2009

### بالإنكليزية
- Palestinians: From Peasants to Revolutionaries; A People's History (Zed Books, 1979)
- Too Many Enemies: The Palestinian Experience in Lebanon (Zed Books, 1993)